# Ambérac
 Ambérac  là một xã ở tỉnh Charente phía tây nước Pháp. Xã này có diện tích 12,1 kilômét vuông, dân số năm 1999 là 337 người. Khu vực này có độ cao trung bình 78 mét trên mực nước biển.